# Gerd Böttcher
Gerd Böttcher (Berlijn, 18 juli 1936 - Dortmund, 26 februari 1985) was een Duitse schlagerzanger.

## Carrière
Gerd Böttcher groeide op in Berlijn en begon na zijn schooltijd een opleiding tot tuinman, waarna hij zangles kreeg en ging optreden in cafés met het zingen van schlagers onder het pseudoniem Tino Merano. Hij was ook de zanger van het dansorkest van Hans Karbe. In 1960 kreeg hij een platencontract aangeboden door het platenlabel Decca Records, dankzij bemiddeling van componist/orkestleider/muziekproducent Werner Müller.
Zijn eerste Duitstalige single was Jambalaya van Hank Williams sr. onder zijn pseudoniem, maar Werner Müller wilde Böttchers echte naam op het label van het vinyl. Het nummer was goed genoeg voor binnenkomst in de Duitse hitparade. Gerhard Wendland bracht deze hitsingle reeds eerder uit in 1953.
In 1961 bracht Böttcher de single Adieu, Lebewohl, goodbey uit. Het jaar daarop bracht hij Geld wie Heu uit, die de tweede plaats in de hitlijsten opeiste en 25 weken bleef genoteerd. Daarna volgde Für Gaby tuh’ ich alles op plaats 4 met een notering van 23 weken. Dit nummer werd gecomponeerd door Werner Müller onder zijn pseudoniem Heinz Buchholz en de tekst werd geschreven door Hans Bradtke. Böttcher heeft ook als duo, samen met Detlef Engel, tien duetten opgenomen. Hij zong vooral coverversies van Amerikaanse hits van Burt Bacharach, Chubby Checker, The Everly Brothers, Ricky Nelson, Buck Owens, Cole Porter, Johnny Tillotson en anderen. In 1963 zong hij het nummer Mach nicht Hochzeit ohne mich bij de Schlager-Festspielen in Baden-Baden. Het nummer werd gecomponeerd door Alexander Gordan. De single kwam ondanks de lage klassering (12de en tevens laatste plaats) toch nog tot een notering in de hitparade. De B-kant Auf der Hacienda fehlt eine Frau belandde op plaats acht. Tot 1965 was Werner Müller goed voor 24 singles met Gerd Böttcher, waarvan de helft een notering kregen in de hitlijst. Hij was vaak te gast bij populaire tv-uitzendingen, zoals de Treffpunkt Telebar (1961) en Bonsoir Kathrin (1963).
In 1966 verwisselde Böttcher kortstondig van het platenlabel Decca naar Polydor. Dit platenlabel bracht twee singles uit, die werden gecomponeerd door Joachim Heider en Michael Holm, waarvan er een een notering kreeg in de hitparade. In 1967 ondertekende hij een platencontract bij Hansa Musik Produktion. De nummers Bitte sag mir noch nicht gute Nacht en Romantische Stunden, gecomponeerd en geproduceerd door Dieter Zimmermann, kwamen alsnog in de hitlijst. Het nummer Wenn die Sehnsucht beginnt (Let the heartaches begin) werd een flop.
In hetzelfde jaar werd weer van platenlabel gewisseld naar Metronome Records. Ondanks de samenwerking met gerenommeerde namen als Dieter Zimmermann, Michael Holm en Giorgio Moroder lukte het niet om een noemenswaardig succes te boeken, ondanks diverse optredens in de ZDF-Drehscheibe en de ZDF-Hitparade. Het lukte in 1970 ook niet met vier door Howard Carpendale geproduceerde singles bij EMI Columbia Records. Vanaf 1970 was Böttcher contractloos en kreeg hij problemen met alcohol en de belastingdienst, en alsof het nog niet genoeg was, de scheiding van zijn eerste vrouw. In 1974 ging hij weer aan de slag als tuinman. In 1976 probeerde hij weer vaste voet in de schlagerwereld te krijgen met het nummer Tanz noch einmal rock 'n' roll mit mir, dat werd gecomponeerd door Drafi Deutscher, deze keer met het platenlabel Ariola, maar dit werd ook geen succes.
In de vroege jaren 1980 trad hij regelmatig op bij concerten en op tv met oude hits en er werden ook weer plaatopnamen gemaakt, waaronder een duet met zijn stiefdochter Silke. Het was de bedoeling om in 1985 een lp uit te brengen, maar daartoe kwam het niet meer.

## Overlijden
Na een optreden als carnavalsprins in zijn woonplaats Werne overleed Gerd Böttcher op 26 februari 1985 op 48-jarige leeftijd in een ziekenhuis in Dortmund aan nierfalen.

## Hits in Duitsland
- 1962: Geld wie Heu
- 1962: Für Gaby tuh' ich alles

## Discografie

### Singles
| A/B-kant                                                                      | Catalogusnr. | Publicatie     |
| ----------------------------------------------------------------------------- | ------------ | -------------- |
|                                                                               | Decca        |                |
| Jambalaya / Weine nicht um mich                                               | 19065        | Juni 1960      |
| Oh Katherin / Sing Nachtigall sing                                            | 19067        | Juni 1960      |
| Ich komme wieder / Du – heut nacht!                                           | 19101        | Augustus 1960  |
| Deine roten Lippen / Adieu – Lebewohl – Goodbye                               | 19131        | December 1960  |
| Ich such dich auf allen Wegen / Ay-ay oh Signorina                            | 19170        | April 1961     |
| Weil du meine große Liebe bist / Heim, heim möcht' ich ziehen                 | 19213        | Juni 1961      |
| Man geht so leicht am Glück vorbei / Tina-Lou                                 | 19229        | Augustus 1961  |
| Oh Billy Billy Black / Über Die Prärie (& Detlef Engel*)                      | 19240        | Augustus 1961  |
| Geld wie Heu / Carolin, Carolin                                               | 19273        | Januari 1962   |
| Rock-A-Hula-Baby / In Der Twist-Spelunke von Mac Miller *                     | 19279        | Januari 1962   |
| Ein Dutzend and're Männer / So wie ein Indianer                               | 19350        | Mei 1962       |
| Ich kenn' die Straßen der weiten Welt / Denn *                                | 19356        | Mei 1962       |
| Du schaust mich an / Für Gaby tu' ich alles                                   | 19388        | November 1962  |
| Sailor Boy / Zwei Caballeros *                                                | 19412        | Januari 1963   |
| Meine Braut, die kann das besser / Susanna                                    | 19421        | Maart 1963     |
| Mach' nicht Hochzeit ohne mich / (Billi Mo: Auf der Hazienda fehlt eine Frau) | 19440        | Mei 1963       |
| Bing-Bang-Bungalow / Blue Lady                                                | 19461        | Augustus 1963  |
| Tschau – Auf Wiedersehn / Lady Lou                                            | 19509        | December 1963  |
| Nur keine Beatle-Frisur / Weil du so himmelblaue Augen hast                   | 19531        | Mei 1964       |
| Stern von Samoa / Eine Welt ohne Liebe *                                      | 19603        | Juli 1964      |
| Nur Annemarie kommt in Frage / Lorelei                                        | 19622        | September 1964 |
| Pretty Woman / Mädchen gibt's wie Sand am Meer                                | 19639        | November 1964  |
| Crazy Little Bluebird / Wo ist mein Baby                                      | 19665        | Maart 1965     |
| Eine gefiel mir am allerbesten / Ich find nichts dabei                        | 19724        | September 1965 |
|                                                                               | Polydor      |                |
| Schenk' mir dein Vertrauen / Wer wird der Nächste sein                        | 52611        | Februari 1966  |
| Ich stehe zu dir / Niemals darfst Du mich verlassen                           | 52688        | Juni 1966      |
|                                                                               | Hansa        |                |
| Einmal trägst du meinen Namen / Irgendwo In Mexico                            | 19276        | Februari 1967  |
| Sag' mir noch nicht Gute Nacht / Wenn sich der Wind auch dreht                | 19506        | Juli 1967      |
| Romantische Stunden / Wo fängt die Liebe an                                   | 19738        | Oktober 1967   |
| Roses for You / Schenk mir dein Herz als Souvenir                             | 14012        | April 1968     |
|                                                                               | Metronome    |                |
| Mona Lisa / Einsames Mädchen                                                  | 25071        | 1968           |
| Grand Prix / Wer wird denn weinen                                             | 25163        | Oktober 1968   |
| Schöne Helena / Das darf doch nicht wahr sein                                 | 25196        | 1970           |
| Mambola / Wer hat die Liebe erfunden                                          | 25233        | 1970           |
|                                                                               | Columbia     |                |
| Eine Rose aus deinem Garten / Rock 'n' Roll Boogie                            | 29930        | 1972           |
| Jeder Tag ein neuer Morgen / Ein Herz mit Telefon                             | 30378        | 1972           |
|                                                                               | Ariola       |                |
| Tanz noch einmal Rock 'n' Roll mit mir / Regenbogen                           | 17421        | 1976           |
|                                                                               | OMP          |                |
| Melanie / Madeleine                                                           | 7810         | 1977           |

### Vinyl-lp's
- Gerd Böttcher (1966; Decca BLK 16217)
- Deine rote Lippen (1981; Bear Family Records BFX 15053)
- Seine unvergessenen Erfolge 1971-81 (1987; Sieg-Ton ST 3010287)

### CD's
- Für Gaby tu’ ich alles (1987; Bear Family Records)
- Pretty Woman (1996; Bear Family Records)
- Ich komme wieder (2001; Kiddinx)
- Tanz noch einmal Rock ’n’ Roll mit mir (2006; Bear Family Records)

- Bibliothèque nationale de France: cb15507451d (data)
- Gemeinsame Normdatei: 134332393
- International Standard Name Identifier: 0000 0000 5523 9204
- MusicBrainz: 5a881304-159c-43d0-8fa7-9c2849e22b30
- Virtual International Authority File: 39682909
- WorldCat: E39PBJvXgvH7WfvD7drgpvppT3